# Сленг
Сленг (англ. slang) — набор слов или новых значений существующих слов, а также выражений, составляющих слой разговорной лексики (употребляемых в различных группах), не совпадающий с нормой литературного языка.

## Описание
В английской лексикографии термин «сленг» получил широкое распространение приблизительно в начале XIX века. Этимология этого слова представляется спорной. На изучение сленга повлияла англоязычная культура.
Дж. Б. Гриноуen и Дж. Л. Киттриджen охарактеризовали сленг следующим образом: «сленг — язык-бродяга, который слоняется в окрестностях литературной речи и постоянно старается пробить себе дорогу в самое изысканное общество».
Понятие «сленг» смешивается с такими понятиями, как «диалектизм», «жаргонизм», «вульгаризм», «разговорная речь», «просторечие».
Многие слова и обороты, начавшие своё существование как сленговые, в настоящее время прочно вошли в литературный язык. Примерами в русском языке могут быть слова «шпаргалка», «шумиха», «провалиться» (в значении «потерпеть неудачу»).
В отличие от просторечных выражений, сленг активно используют в своей речи и образованные люди, представители определённой возрастной или профессиональной группы (например, ака или ЗЫ в компьютерном сленге). Часто этим как раз и подчёркивается принадлежность к определённой группе людей. Общеизвестный пример — молодёжный сленг или «блатная феня».
По функциональному применению к сленгу примыкают контролируемые языки, в частности упрощённые технические языки, однако, в отличие от них, сленг обычно не подразумевает строгой формальной регламентации и отражает живое развитие разговорной речи.
Лингвисты выделяют так называемое «новое просторечие» («общий сленг»), которое представляет собой обширную группу нестандартных лексико-фразеологических единиц, постоянно пополняющихся за счёт различных социолектов. Эти единицы, выходя за пределы профессионального и корпоративного (группового) сленга, начинают употребляться широкими кругами носителей общелитературного языка, не ограниченными определёнными социальными рамками (возраст, профессия, уровень образования, общие интересы и другое). В русском языке речь идёт о таких номинативных единицах, как бабки, балдеть, достать (кого-либо), задолбать (кого-либо), крутой, лапшу на уши вешать, мент, дать на лапу, на шару, облом, примочка, по барабану, прикол, прикольный, прикольно, разборки, тащиться, тугрики, тусовка, тусоваться, тусовочный, фигня и тому подобных. Основными источниками таких слов в русском языке являются молодёжный сленг и уголовный жаргон.

## Виды сленга
- Театральный жаргон

- Армейский жаргон
- Журналистский жаргон
- Компьютерный сленг
  - Игровой жаргон
  - Сетевой жаргон
    - Жаргон падонков
    - Жаргон Фидонета
- Молодёжный сленг
- Радиолюбительский жаргон
- Сленг наркоманов
- Сленг футбольных хулиганов
- Уголовный жаргон
- Феня
- Граффити-сленг